# Performance Racing
Performance Racing – brytyjsko-szwedzki zespół wyścigowy założony w 1999 roku przez Bobby Issazadhe. Obecnie ekipa startuje jedynie w Formule Acceleration 1, jednak w przeszłości zespół pojawiał się także w stawce Brytyjskiej Formuły 3, Niemieckiej Formuły 3, Grand Prix Makau, Szwedzkiej Formuły 3, Europejskiego Pucharu Formuły Opel, Europejskiego Pucharu Formuły 3, Międzynarodowej Formuły Master oraz A1 Grand Prix. Siedziba zespołu znajduje się w Göteborgu, w Szwecji.

## Starty

### A1 Grand Prix
| Rok       | Samochód   | Kierowcy  | Wyścigi | Wygrane | PP | NO | Pkt | M.Z. |
| --------- | ---------- | --------- | ------- | ------- | -- | -- | --- | ---- |
| 2006/2007 | Lola-Zytek | Pakistan  | 22      | 0       | 0  | 0  | 1   | 22   |
| 2007/2008 | Lola-Zytek | Pakistan  | 20      | 0       | 0  | 0  | 1   | 20   |
| 2007/2008 | Lola-Zytek | Indonezja | 20      | 0       | 0  | 0  | 1   | 21   |
| 2008/2009 | Ferrari    | Indonezja | 14      | 0       | 0  | 0  | 3   | 20   |